# هورسهيدس (نيويورك)
هورسهيدس (بالإنجليزية: Horseheads, New York)‏ هي بلدة أمريكية تقع في الولايات المتحدة في مقاطعة تشيمونغ، نيويورك. يقدر عدد سكانها بـ 19,485 نسمة .

## أعلام
- روبرت بي بوش